# Liste des ports en France

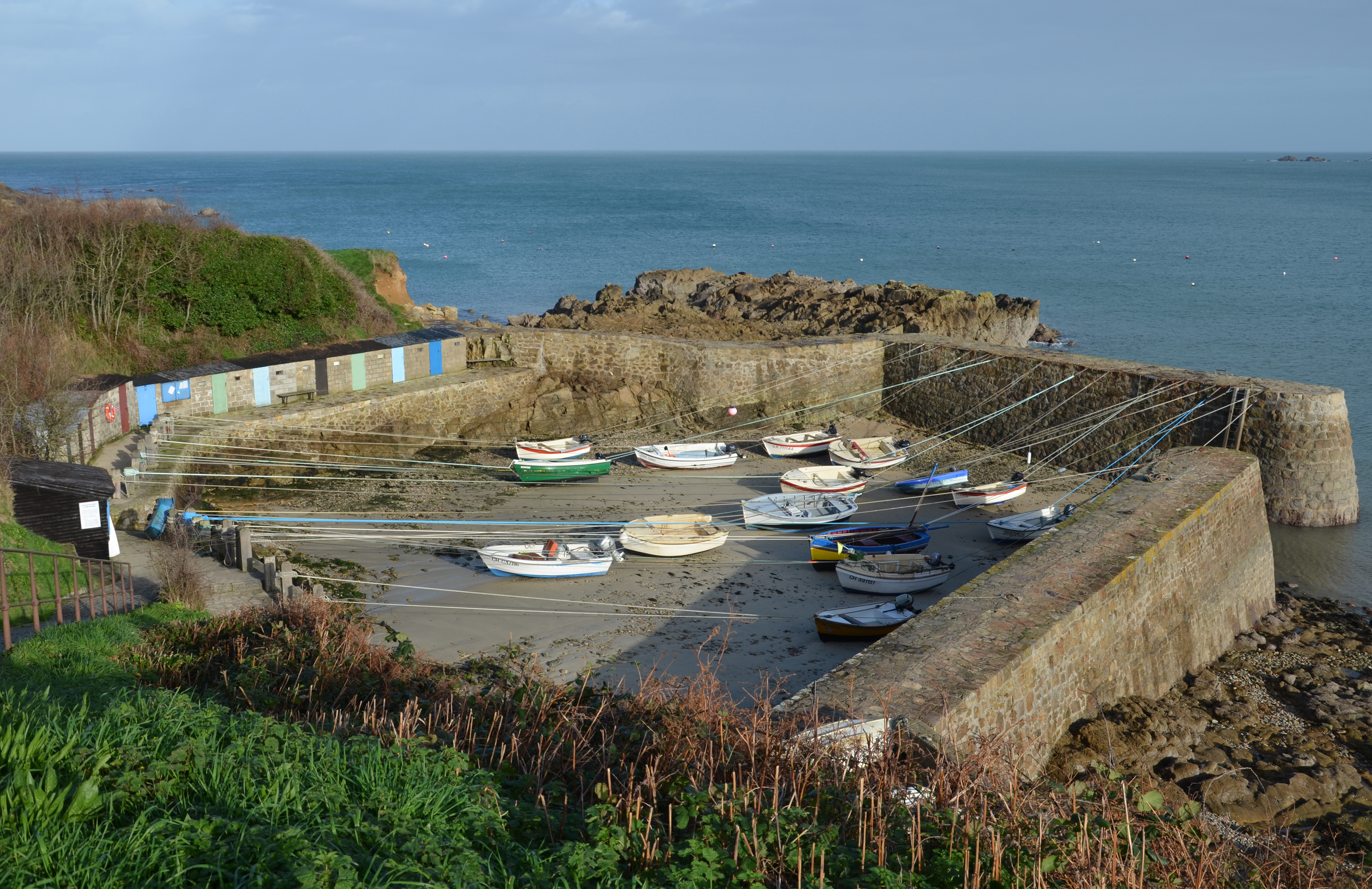
Le port départemental de Port Racine, à Saint-Germain-des-Vaux près de Cherbourg, est réputé pour être un des plus petits ports de France.

Pour un article plus général, voir Ports en France.

## Ports de construction navale
- Brest
- Cherbourg
- Concarneau
- Dieppe
- Lorient
- Saint-Nazaire
- Vannes

## Ports militaires
- Grand port maritime de La Réunion
- Port militaire de Toulon
- Port de Bayonne
- Arsenal de Brest
- Port militaire de Cherbourg
- Île Longue (Finistère)
- Fort Saint-Louis

## Ports de commerce
Voir également pour plus de précision la liste des ports de commerce français.
- Ajaccio
- Bastia
- Bayonne
- Bernières-sur-Seine
- Bonifacio
- Bordeaux
- Boulogne-sur-Mer
- paris
- Caen - Ouistreham
- Calais
- Calvi
- Cannes
- Cherbourg
- Concarneau
- Dégrad-Des-Cannes
- Dieppe
- Douarnenez
- Dunkerque
- Fécamp
- Fort-de-France
- Frouard
- Granville
- Guadeloupe (Pointe-à-Pitre et Basse-Terre)
- Honfleur (quais en Seine)
- L'Île-Rousse
- La Rochelle (La Pallice)
- Landerneau
- Le Havre
- Le Légué
- Lézardrieux
- Lorient
- Lyon
- Marolles-sur-Seine
- Marseille
- Matoury (port du Larivot)
- Metz-Mazerolle et Nouveau Port de Metz
- Mondelange
- Morlaix
- Nantes - Saint-Nazaire
- Nice - Villefranche-sur-Mer
- Orléans
- Ottmarsheim
- Paimpol
- Paris - Gennevilliers
- Pontrieux
- Port-Joinville (Île d’Yeu)
- Port-la-Nouvelle
- Port-Réunion
- Porto-Vecchio
- Port-Vendres
- Poses
- Propriano
- Quimper - Corniguel
- Redon
- Rochefort
- Roscoff - Bloscon
- Rouen
- Royan
- Les Sables-d'Olonne
- Saint-Brieuc
- Saint-Laurent-du-Maroni
- Saint-Malo
- Sète
- Strasbourg
- Thionville
- Tonnay-Charente
- Toulon
- Tréguier
- Le Tréport
- Vannes
- Villefranche-sur-Saône

## Ports de plaisance
- Aber-Wrac’h
- Anglet
- Antibes
- Arcachon
- Arzal
- Audierne
- Banyuls-sur-Mer
- Barneville-Carteret
- Le Barcarès
- Bénodet
- Binic
- Boulogne-sur-Mer
- Briare
- Calais
- Canet-en-Roussillon
- Capbreton
- Castelsarrasin
- Cerbère
- Cherbourg
- Concarneau
- Le Croisic
- Le Crotoy
- Le Crouesty
- Diélette
- Dinard
- Douarnenez
- Granville
- Hendaye
- L’Herbaudière
- Île-aux-Moines
- Jard-sur-Mer
- Larmor-Plage
- Le Légué
- Lézardrieux
- Loctudy
- Lorient
- Port de la Madelon
- Marseille (Vieux-Port, L'Estaque, La Pointe Rouge, Frioul)
- Metz
- Les Minimes (La Rochelle)
- Le Moulin-Blanc (Brest)
- Morgat (Crozon)
- Paimpol
- Nantes (port de l'Erdre, ponton Belem)
- Le Palais
- Pont-à-Mousson
- Paris
- Perros-Guirec
- Piriac-sur-Mer
- Diélette
- Pornic
- Pornichet
- Port-Bourgenay (Talmont-Saint-Hilaire)
- Port-Joinville
- Port-la-Forêt
- Port-Leucate
- Port Olona
- Port-Tudy
- Le Pouliguen
- Quiberon
- Rezé (port de Trentemoult)
- La Roche-Bernard
- Les Roches de Condrieu
- Rouen
- Saint-Brieuc
- Saint-Cast-le-Guildo
- Saint-Cyprien
- Saint-Gilles-Croix-de-Vie
- Saint-Jean-de-Luz
- Saint-Malo
- Saint-Martin-de-Ré
- Saint-Quay-Portrieux
- Saint-Suliac
- Saint-Tropez
- Saint-Valery-Sur-Somme
- Sainte-Marie [précision nécessaire]
- Sainte-Marine (Combrit)
- Sauzon
- Sète (port des Eaux Blanches)
- Trébeurden
- La Trinité-sur-Mer
- La Turballe
- Valence
- Vannes
- Villeneuve-Loubet
- Le Verdon

## Ports de pêche

### Normandie
- Honfleur
- Trouville-sur-Mer
- Ouistreham
- Courseulles-sur-Mer
- Port-en-Bessin
- Grandcamp-Maisy
- Quinéville-Lestre
- Saint-Vaast-la-Hougue
- Barfleur
- Fermanville
- Le Becquet
- Cherbourg
- Omonville-la-Rogue
- Port Racine
- Goury
- Diélette
- Barneville-Carteret
- Portbail
- Granville